# Dianthus dobrogensis
Dianthus dobrogensis är en nejlikväxtart som beskrevs av Iuliu Prodan. Dianthus dobrogensis ingår i släktet nejlikor, och familjen nejlikväxter. Inga underarter finns listade i Catalogue of Life.